# Noel Picard
Noel Picard, Joseph Jean-Noel Yves Picard (Montréal, Québec, 1938. december 25. – 2017. szeptember 6.) kanadai jégkorongozó, hátvéd.

## Pályafutása
1959 és 1973 között volt aktív jégkorongozó. Az NHL-ben 1964 és 1973 között játszott három csapatban, összesen 333 alkalommal. A Montréal Canadiens-szel egy, a St. Louis Blues színeiben hat az Atlanta Flames-szel egy idényen át játszott az NHL-ben. Az 1964–65-ös idényben a Montréal Canadiens-szel Stanley-kupa győztes lett.

## Sikerei, díjai
Montréal Canadiens
- Stanley-kupa
  - győztes: 1964–65